# Agrilus restrictus
Agrilus restrictus är en skalbaggsart som beskrevs av Waterhouse 1889. Agrilus restrictus ingår i släktet Agrilus och familjen praktbaggar. Inga underarter finns listade i Catalogue of Life.